# Santissima Annunziata Maggiore
Santissima Annunziata Maggiore je bazilika koja se nalazi u četvrti Pendino u blizini Forcelle, u povijesnom središtu Napulja, Italija.

## Povijest
U starorimsko doba na ovom su se području nalazile gradske kupke i gimnazija Neapolis. Godine 1318., Sancia od Mallorce, kraljica supruga Roberta Napuljskog, ustupila je dio zemlje laičkoj Kongregaciji Santissima Annunziata za osnivanje ustanove za skrb o napuštenoj djeci. Izvorna crkva nalazila se na mjestu sadašnje bolnice, budući da su tamo pronađeni fragmenti freski iz 14. stoljeća škole Roberta d'Odirisija. Anžuvinska crkva srušena je 1513., kada je započeta gradnja veće crkve. arhitekt Ferdinando Manlio, vjerojatno je bio uključen. Zvonik je dao izgraditi barun Troiano di Somma.
Malo je sačuvano od ove crkve i njezina ukrasa; 1757. požar je uništio gotovo cijelu crkvu osim sakristije, kapele Riznice i kapele Carafa. Sljedeća rekonstrukcija uslijedila je prema nacrtu Luigija Vanvitellija, a dovršio ju je njegov sin Carlo. Crkva kakvu danas vidimo posvećena je 1774. godine, a konkavno pročelje dodano 1782. godine. Ferdinando Fuga pomogao je obnoviti susjedni kompleks. Sivo-bijeli interijer trezvena je izjava "anti-baroka", s temom spojenih korintskih stupova ispod neprekinute entablature; uparena rebra nose stupove prema gore u skeletnim polukružnim lukovima koji artikuliraju kasetirani bačvasti svod. Tu su djela Giuseppea Sanmartina.

## Sirotište i njegov kotač (ruota)
Crkva je uvijek bila povezana, na ovaj ili onaj način, sa sirotištem. Kompleks zgrada uz crkvu sada je dio rodilišta i pedijatrije. Kao sirotište, bilo je opremljeno poznatim sustavom na kotačima na zidu, gdje su se napuštena djeca stavljala u rotirajuću košaru s ulice, a košara se zatim mogla zakrenuti na način  da dojenče završi unutar crkve gdje bi časne sestre zatim primiti, krstiti i prijaviti prinovu u sirotište. ("Košara" je restaurirana i posjetitelji mogu vidjeti kako je tekla operacija.) Postojanje kotača dokumentirano je 1601. Sustav je ukinut 1870-ih. Crkva je djelovala kao sirotište do 1950-ih, a tada je tu zadaću preuzela državna socijalna služba.

## Kapele
U prvoj kapeli s lijeve strane nalazi se Pietà pripisana Fabriziju Santafedeu. Druga kapela s lijeve strane posvećena je Navještenju; oltarnu palu naslikao Giacinto Diano. Treća kapela s lijeve strane ima oltarnu palu s prikazom Poklonstva pastira (1775.) Genovljanina Francesca Naricija. Poznata i kultna je drvena skulptura Madone de Repentiti iz 14. stoljeća. Popularno je poznata kao "Mamma Chiatta".
Prva kapela s desne strane ima oltarnu sliku Raspeća (1774.) Fedelea Fischettija. U kapeli se nalazi grobnica Francesca Mariconde (umro 1626.), plemića i učitelja jahanja Filipa Četvrtog. Giuliano Finelli dovršio je skulpturu. Druga kapela s desne strane ima platno Djevice i svetih Januarija, Nikole i drugih koje se pripisuje Giuseppeu D'Amatu.

## Vanjske poveznice
|  | Zajednički poslužitelj ima još gradiva o temi Santissima Annunziata Maggiore |

- Web stranica Crkve